# シャクトルジャップ

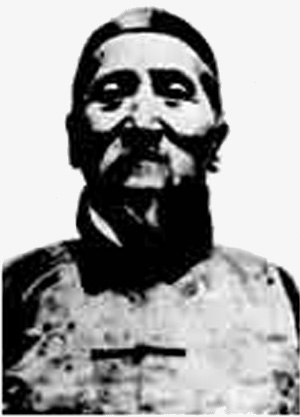
シャクトルジャップ

シャクトルジャップ（繁体字: 沙克都爾扎布; 簡体字: 沙克都尔扎布; 拼音: Shākèdūĕrzhābù、モンゴル語: Шагдаржав、1873年（清同治12年） - 1945年（民国34年）7月）は、中華民国の政治家。モンゴル族。字は魁占。沙王とも略称される。オルドス（鄂爾多斯）のジャサク（扎薩克）旗で生まれる。

## 事績
1912年（民国元年）、貝子に任ぜられ、翌年には郡王に昇進した。その後、イフ・ジョー盟（伊克昭盟）盟長となっている。1928年（民国16年）10月、国民政府により綏遠省政府委員に任命され、以後1940年（民国29年）10月まで12年にわたり在任した。1932年（民国21年）10月、イフ・ジョー盟保安長官となる。
1934年（民国23年）3月、何応欽が蒙古地方自治指導長官に就任すると、ユンデン・ワンチュク（雲王）が蒙古地方自治政務委員会委員長に就任し、シャクトルジャップは同委員会副委員長に起用された。また、イフ・ジョー盟盟長にも就任している。1936年（民国25年）5月、国民政府中央は同委員会を綏遠境内と察哈爾境内の2つの蒙古地方自治政務委員会に分割し、シャクトルジャップが前者の委員長に起用された。この同時期に日本軍が蒙古軍政府を成立させると、ユンデン・ワンチュク以下同委員会の要人の多くはこれに参加し、シャクトルジャップも一方的に軍政府副主席に任命された。しかし、シャクトルジャップは軍政府への参加を拒否し、国民政府側に留まっている。
1938年（民国27年）4月、シャクトルジャップは国民政府委員に任命された。1943年（民国32年）、陳長捷率いる国民革命軍がイフ・ジョー盟進攻の際に略奪・放火などの暴虐行為に及んだ事件（伊盟事件）が起きると、シャクトルジャップはこれに激しく反発、中国共産党の支配地域に渡って抗議し、国民政府中央に向けて平和的解決のための6項目要求を突きつけている。1945年（民国34年）5月、中国国民党第6期中央執行委員に選出されたが、同年7月に病没した。享年73。

## 家族
- 長男 - 鄂其爾呼雅克図（1931年に貝子を継承。内モンゴル自治区政協副主席などを歴任）

## 注
1. ↑  東亜問題調査会編（1941）、1頁で「シヤクトルヂヤツプ」とのルビを振っていることに基づく。
2. 1 2 3  徐主編（2007）、732頁。
3. 1 2 3  劉国銘主編（2005）、742頁。
4. ↑  東亜問題調査会編（1941）、1頁。
5. ↑  中華文史資料文庫（18），北京：中国文史出版社，1996年，第19頁